# Lencho Skibba
Lencho Skibba est un joueur de football éthiopien, né le 18 février 1988 et évoluant à Minnesota Thunder.
Il évolue habituellement comme milieu de terrain.

## Carrière
Lencho Skibba joue successivement dans les équipes suivantes : PAE Kastoria, Thunder du Minnesota et Équipe d'Éthiopie de football.